# Leucania fasciata
Leucania fasciata là một loài bướm đêm trong họ Noctuidae.